# Mühlenhof (Linn)
Der Mühlenhof, auch (Kurfürstliche) Ross- und Wassermühle genannt, ist eine historische Korn- und Ölmühle im heute zu Krefeld gehörigen Linn.
Die Mühle liegt als Teil einer Hofanlage östlich der Altstadt von Linn am äußeren Burg- und Stadtgraben. Dieser Befestigungsgraben, gebildet durch den aufgestauten Linner Mühlenbach, diente gleichzeitig als Wasserspeicher für die Mühle.
Bemerkenswert ist der doppelte Antrieb: Normalerweise wurde das Mahlwerk durch ein Wasserrad angetrieben; wenn der Mühlenbach aber nicht genug Wasser führte, bestand die Möglichkeit, auf ein Roßwerk, also einen durch Arbeitspferde angetriebenen Göpel, auszuweichen.

## Geschichte
Die Mühle wird erstmals 1602 urkundlich erwähnt, es wird aber angenommen, dass die Mühle ähnlich alt ist wie die Burg Linn und die dazugehörige Stadt, zu deren Versorgung die Mühle diente. Die Mühle war ehemals, ebenso wie die nahegelegene Geismühle, eine Tafelmühle der Kölner Erzbischöfe und Kurfürsten, Landesherren des Amtes Linn und Lehensherren der Burg Linn, und genoss Mühlenzwang im Kirchspiel Lank.
Der Nachteil der für die Wasserzufuhr günstigen Lage am Stadtgraben erwies sich beispielsweise im Dreißigjährigen Krieg: Die Mühle lag ungeschützt vor Angriffen außerhalb der Stadtbefestigung, wurde daher mehrfach geplündert. Schließlich wurde sie während der Kurhessischen Besetzung von Linn (1643–45) vollständig zerstört, möglicherweise weil sie einer Erweiterung der Wehranlagen im Weg war. Danach wurde sie im Jahre 1650 als Öl- und Getreidemühle wieder aufgebaut.
Nach der napoleonischen Eroberung des Linken Rheinufers kam der Mühlenhof im Jahre 1805/06 im Rahmen der Säkularisation der erzbischöflichen Güter zusammen mit der Burg Linn in den Besitz des Krefelder Seidenfabrikanten Isaak de Greiff. Dieser ließ den Mühlenhof bis 1816 zu einer vierflügeligen Hofanlage in der heutigen Form ausbauen, wobei die Wassermühle in den Südflügel, die Roßmühle in den Nordflügel integriert wurde.
Nach Isaak de Greiffs Tod erbte den Hof seinen Sohn Cornelius, der das Gelände entlang des Mühlenbaches östlich der Mühle zum Greiffenhorstpark umgestalten ließ. Über dessen Nichte Marianne Rhodius ging der Hof als Erbe wiederum weiter an deren Cousine Maria Schelleckes und weiter an deren Mann Conrad, der den Hof schließlich zusammen mit anderen Besitztümern in Linn 1925 an die Stadt Krefeld verkaufte, die bis heute (Stand 2010) Besitzer des Hofes ist.
Aufgrund der immer stärkeren Kanalisierung des Regenwassers und Entnahme als Brauchwasser hatte die Mühle, wie viele Wassermühlen am Niederrhein, mit einer immer geringeren Wassermenge im Mühlenbach zu kämpfen. Damit die Mühle dennoch immer einsatzbereit war, wurde sie Anfang des 19. Jahrhunderts zur Roßmühle erweitert. Das Roßwerk kam im Laufe der Jahre immer häufiger zum Einsatz und schließlich wurde der Wassermühlenbetrieb – insbesondere in Konkurrenz zu den aufkommenden modernen Dampfmühlen – so unwirtschaftlich, dass er um 1900 aufgegeben wurde. Das Mühlrad blieb in gutem Zustand erhalten, es hat heute aber – unabhängig von der Tatsache, dass das Mahlwerk seit Langem demontiert ist – nur noch Dekorationswert, denn der Mühlenbach führt selten genug Wasser, um es anzutreiben.
Im Zweiten Weltkrieg wurde der Mühlenhof durch Bombenangriffe stark beschädigt, jedoch später von der Stadt Krefeld wiederhergestellt. Die Mühle, die die einzige erhalten gebliebene Wassermühle auf dem Gebiet von Krefeld ist, ist als Baudenkmal der Stadt geschützt (Nr. 24). Zuletzt wurde 2004 das Dach der Mühle und 2005 die Fachwerkscheune restauriert. Der Mühlenhof dient heute als Wohngebäude und beherbergt außerdem ein Café.

## Bildergalerie

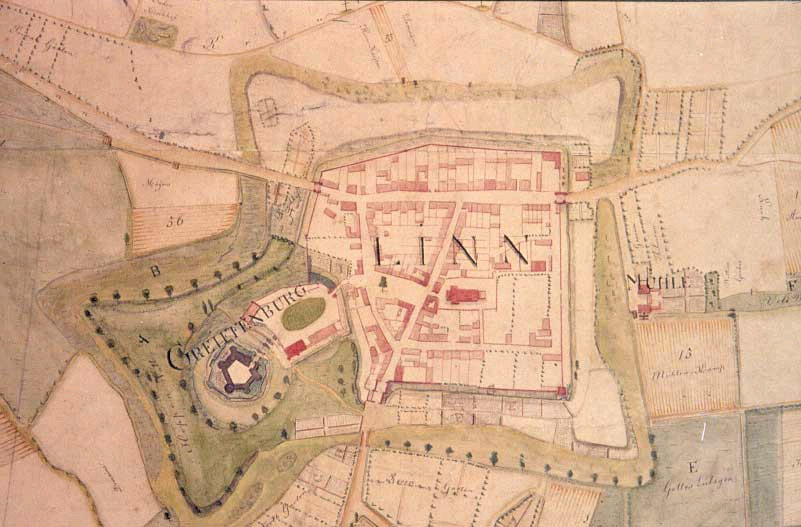
Karte von 1816
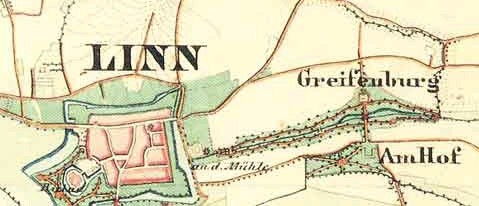
Karte von 1844
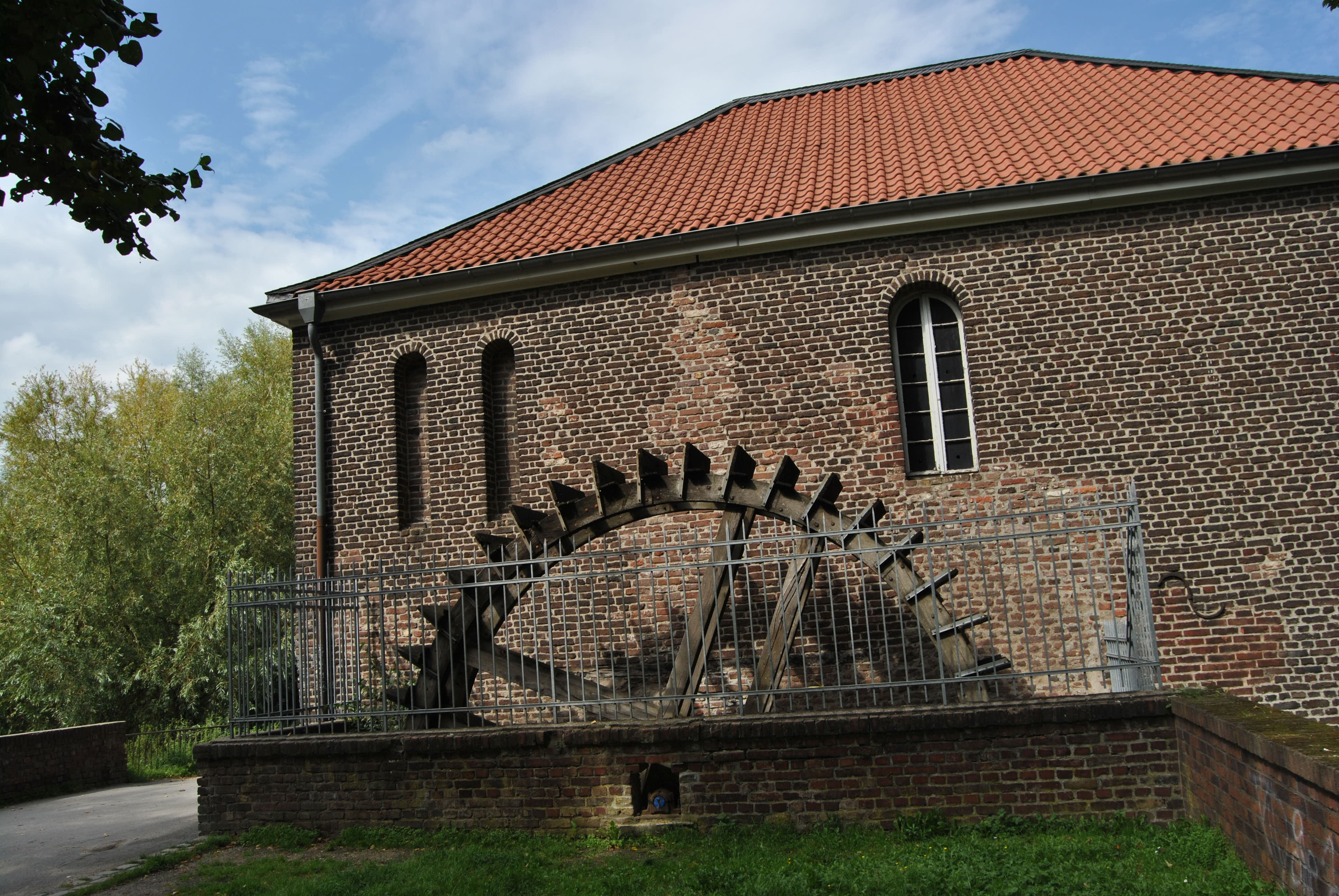
Südwestteil mit Mühlrad
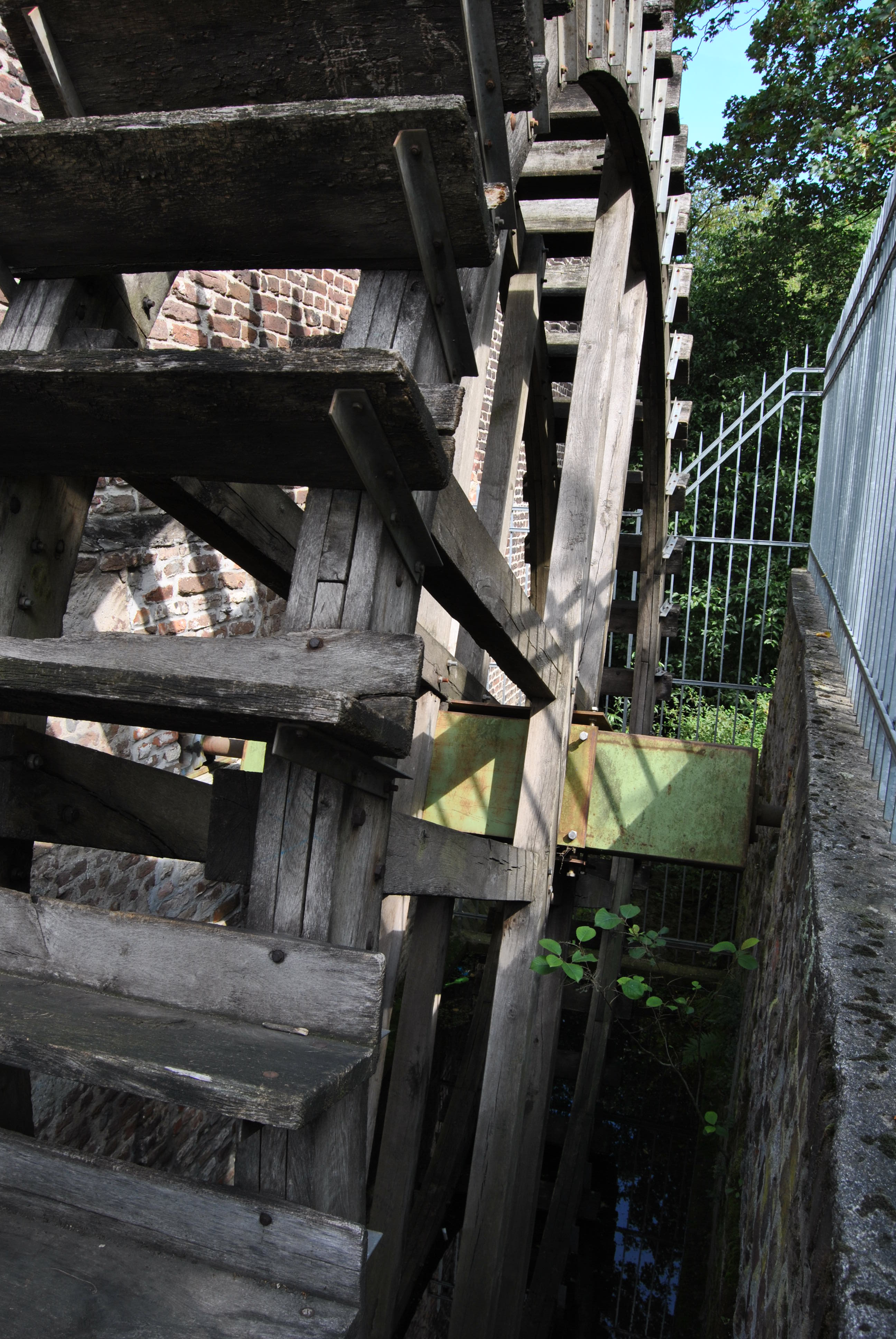
Mühlrad